# 宁西街道
宁西街道是中国广东省广州市增城区所辖的一个街道。2019年7月，以永宁街道原管辖的冯村、中元、石迳、斯庄、路边、下元、郭村、湖中、百湖、湖东、九如、白水、章陂等13个村委会和宁西社区居委会区域为宁西街道行政管辖范围。宁西街道办事处驻镇前街25号。
2019年9月2日，增城区部分镇街行政区划调整后的宁西街道正式揭牌成立。辖区面积约53平方公里，常住人口约17万，其中户籍人口1.5万，外来人口15.5万。

## 行政区划
冯村、中元、石迳、斯庄、路边、下元、郭村、湖中、百湖、湖东、九如、白水、章陂等13个村委会和宁西社区居委会区域。